# Gottfrid Olsson
Gottfrid Olsson, skånsk målare och grafiker, född i Lilla Harrie 1890, död 1979. Olsson studerade vid Althins målarskola i Stockholm 1917 och Konsthögskolan i Stockholm åren 1917–1924. Han studerade även under Axel Tallberg i dennes etsningsskola i Stockholm.
Olsson målade med förkärlek skånska kustbilder och det är främst med dessa han skaffade sig ett namn inom den konstintresserade, skånska allmänheten. Han företog också många resor under 1930-, 40-, 50- och 60-talen till företrädesvis Frankrike och Italien och även härifrån är kustbilderna dominerande. Olsson hade en gedigen, konstnärlig skolning och han var naturalismen trogen under hela sin gärning. Han uppvisade säker känsla för de motiv, som lätt föll allmänheten i smaken. Dessa uttrycktes såväl i olja som tempera.